# حيمرون مسنن اللسان
حيمرون مسنن اللسان (الاسم العلمي:Erythrochiton odontoglossus) هو نوع من النباتات يتبع جنس الحيمرون من الفصيلة السذابية.